# Centralgefängnis Bützow
Das Großherzogliche Centralgefängnis zu Bützow, auch: Zentralgefängnis Bützow, war ein Gefängnis und Zuchthaus am Schlossplatz in Bützow.

## Geschichte
Am 12. Mai 1835 übergab man dem Criminal-Collegium Bützow ein neues gegenüberliegendes zweigeschossiges Eckgebäude. Das Gebäude wurde als Untersuchungsgefängnis genutzt. Im Jahre 1847 wurde an diesem Gebäude noch ein Flügel zu einer U-Form angebaut.
1879 entstand aus dem gesamten Gebäudekomplex das Großherzogliche Centralgefängnis zu Bützow. 1880 betrug die Anzahl der Sträflinge 67 Personen, davon 10 weibliche. Erster Anstaltsleiter war Amtsrichter Julius Paschen zu Bützow. Bis zur Fertigstellung 1902–1904 des Weiberhauses am Schlossplatz (rechts neben dem Krummen Haus) wurde der kleinere Westflügel des Gefängnis als Weiberhaus, der größere Ostflügel und Teile des Verbindungsgebäudes zwischen den Flügeln als Männerhaus genutzt.
1905–1906 erhielt das Gefängnis eine dritte Etage. In den weiteren Jahren wurde das Gefängnis als Männerverwahrhaus genutzt.

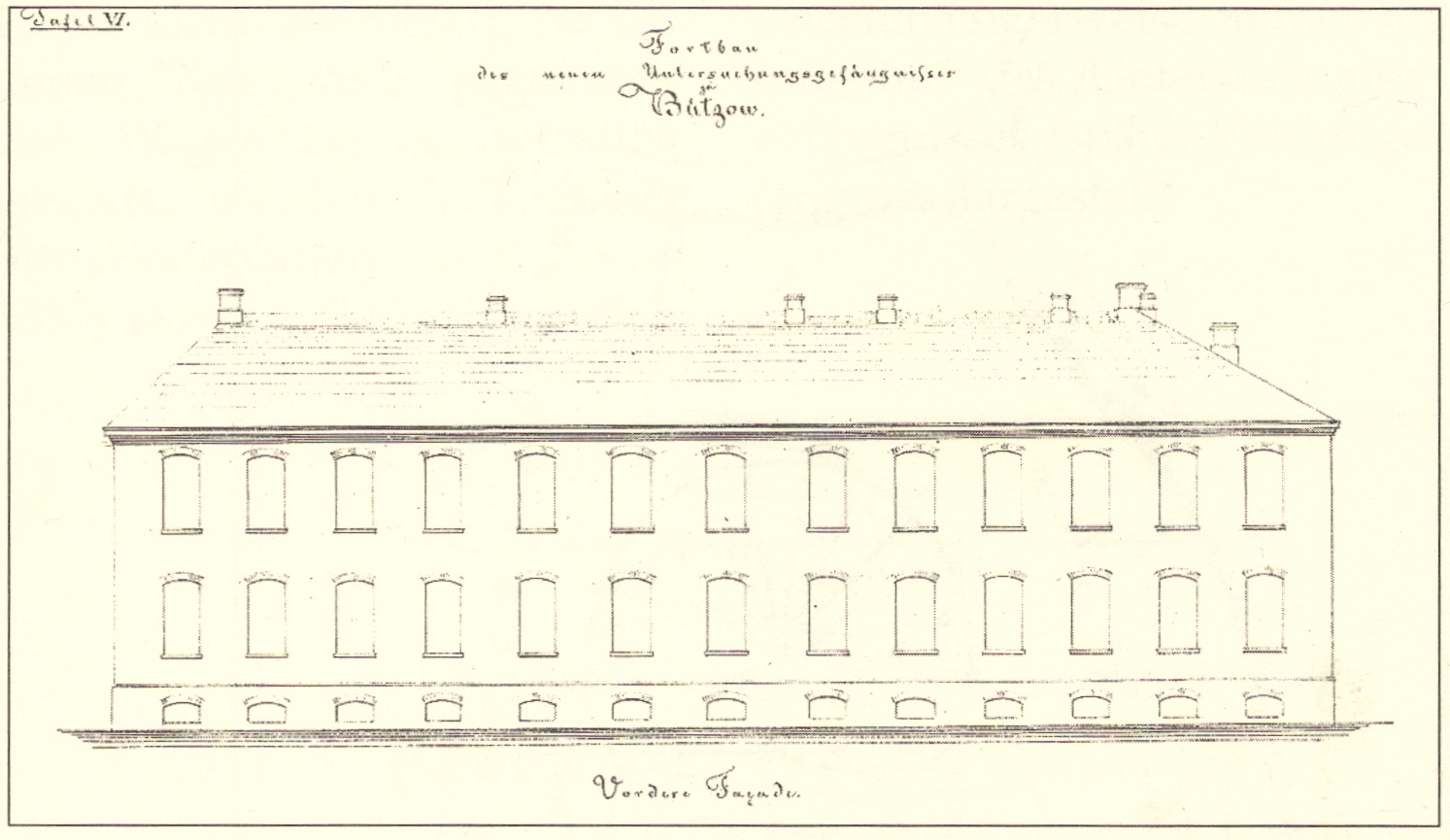
Vorderseite des Untersuchungsgefängnis, gez. Landbaumeister D. C. Susemihl,  1852
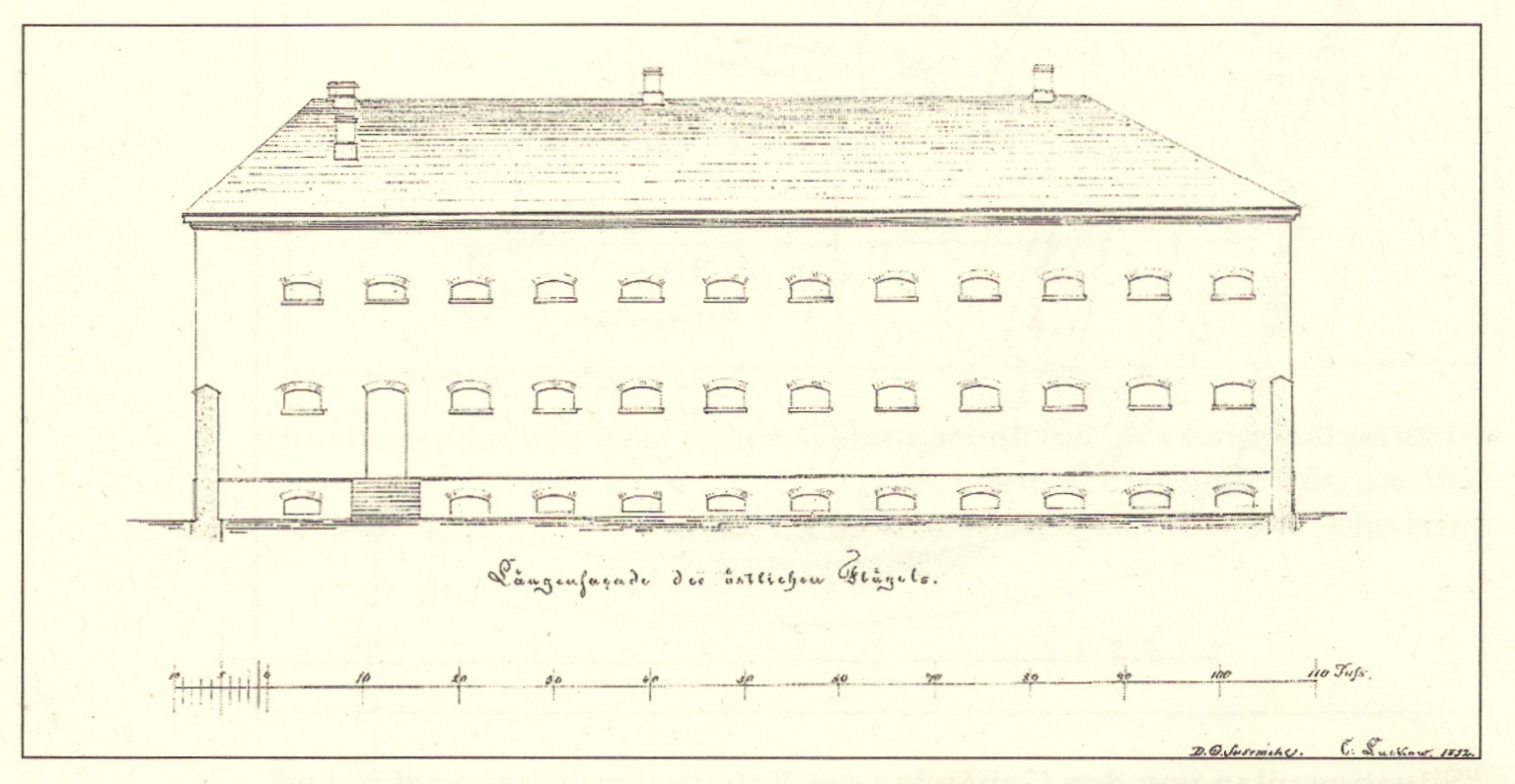
Ansicht des seitlichen Flügels des Untersuchungsgefängnis, gez. Landbaumeister D. C. Susemihl,  1852
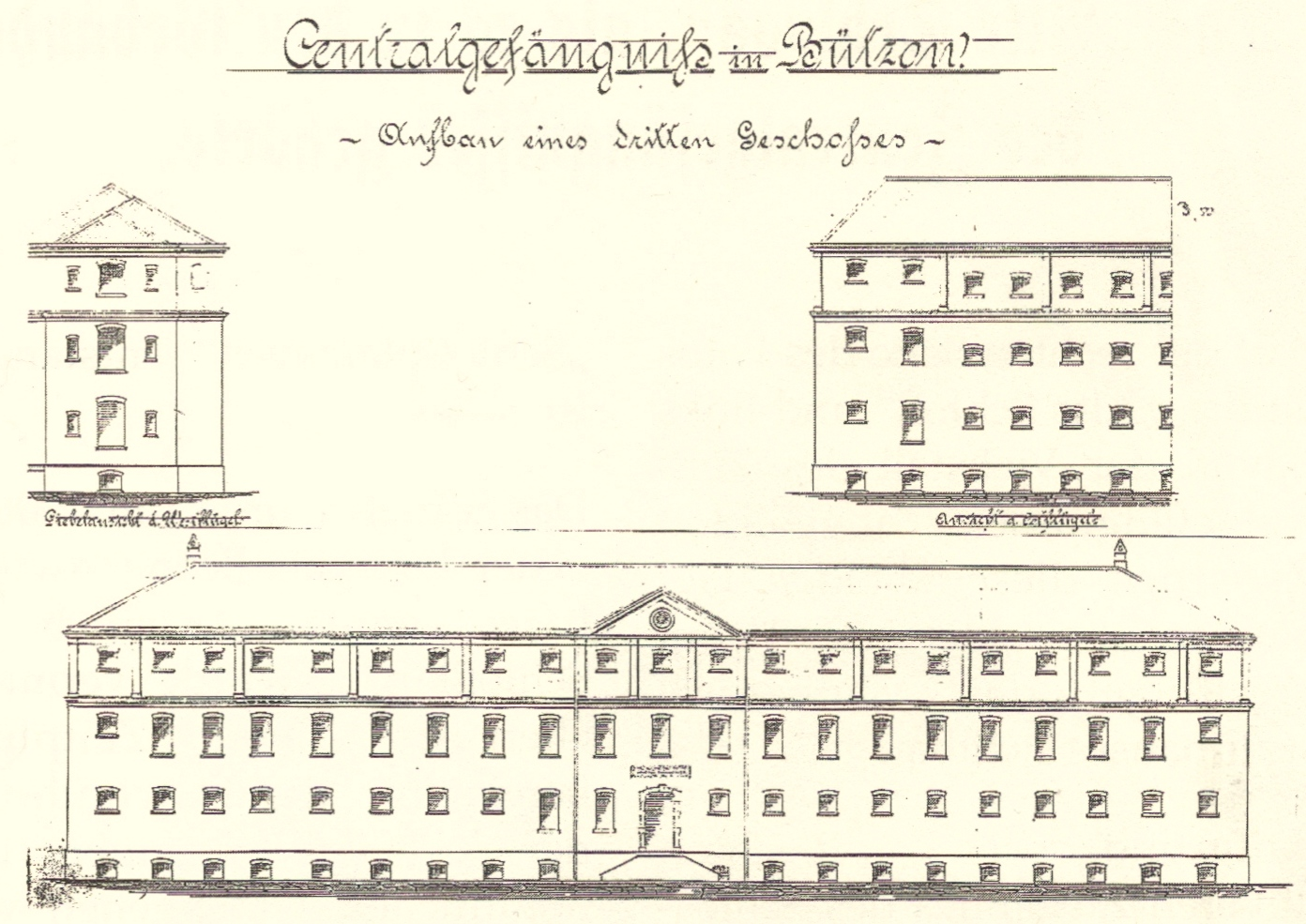
Vorderansicht des Centralgefängnis nach den Umbau 1905
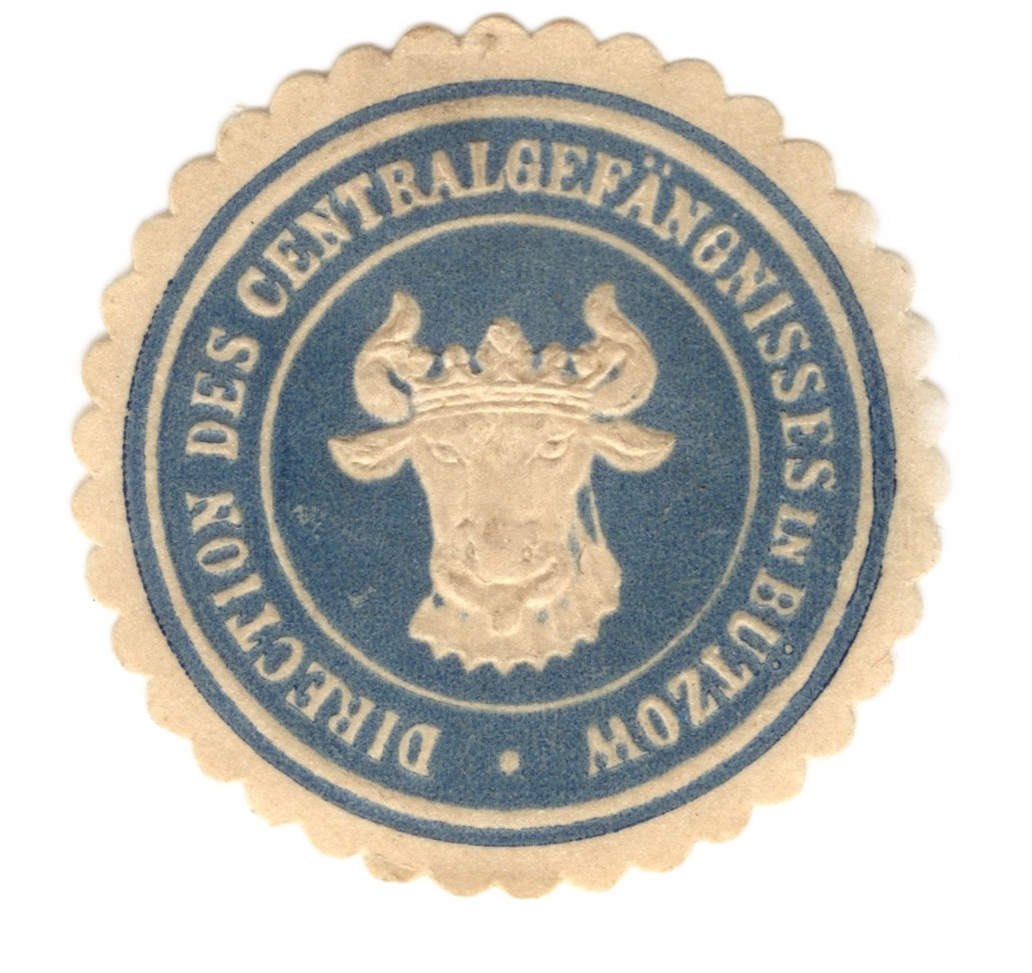
Siegelmarke Centralgefängnis

### Zeit des Nationalsozialismus
Nach der Machtergreifung durch die Nationalsozialisten 1933 wurden das Centralgefängnis und das Zuchthaus Bützow-Dreibergen auch genutzt, um sich politisch, „rassisch“ oder anderweitig unerwünschter Menschen zu entledigen. Unter den Verfolgten waren viele Personen jüdischer Abstammung. In den Anstalten der Stadt Bützow ließ die NS-Justiz 1942 und 1945 Todesurteile vollstrecken. Dies geschah angeblich „zum Schutz der Volksgemeinschaft und der Sicherung der Wehrkraft des deutschen Volkes oder zur Bestrafung der Verunglimpfung von Reich und Führer“.

### Nachkriegszeit
Nach der Besetzung Bützows durch die Rote Armee am 3. Mai 1945 verblieb der deutschen Justizverwaltung nur das Centralgefängnis. Später verfügte der sowjetische Geheimdienst (NKWD) über einen Flügel der Anstalt. 
Auf der Suche nach den Verantwortlichen für die NS-Verbrechen gingen die sowjetischen Sicherheitsorgane rigoros vor und nahmen auch unschuldige Jugendliche fest, die aufgrund von Denunziationen wegen angeblicher Zugehörigkeit zur sogenannten „Werwolf“-Organisation ins Visier gerieten. Neun junge Männer aus Bützow im Alter von 15 bis 17 Jahren wurden von der sowjetischen Geheimpolizei NKWD verhaftet. Unter Folter wurden sie gezwungen, die gegen sie erhobenen Anschuldigungen zu bestätigen, was sie zu SMT-Verurteilten machte. Das Centralgefängnis stellte für sie den ersten Halt auf ihrem Leidensweg durch die stalinistischen Lager und Gefängnisse dar. Drei von ihnen überlebten die Haft nicht. 
Die gesamte Gruppe wurde 1993 von der Generalstaatsanwaltschaft der russischen Föderation rehabilitiert.

#### Liste der NKWD-Opfer aus Bützow
(Quelle)
- Gerhard Hecht (* 1931 in Bützow; † 1946 im Speziallager Nr. 4 Bautzen verstorben)
- Herbert Hoßmann (* 1931 in Bützow; † 1948 im Speziallager Nr. 7 Sachsenhausen verstorben)
- Rolf Kruse (* 1929 in Bützow)
- Immo Möller (* 1931 in Bützow)
- Hans Möller (* 1929 in Bützow)
- Willi Möller (* 1930 in Bützow; † 1950 im Speziallager Nr. 10 Torgau (Fort Zinna) verstorben)
- Karl-Heinz Nießler (* 1929 in Bützow)[6]
- Benno Prieß (* 1928 in Bützow)
- Heinz Wilken (* 1929 in Bützow)

### Auflösung

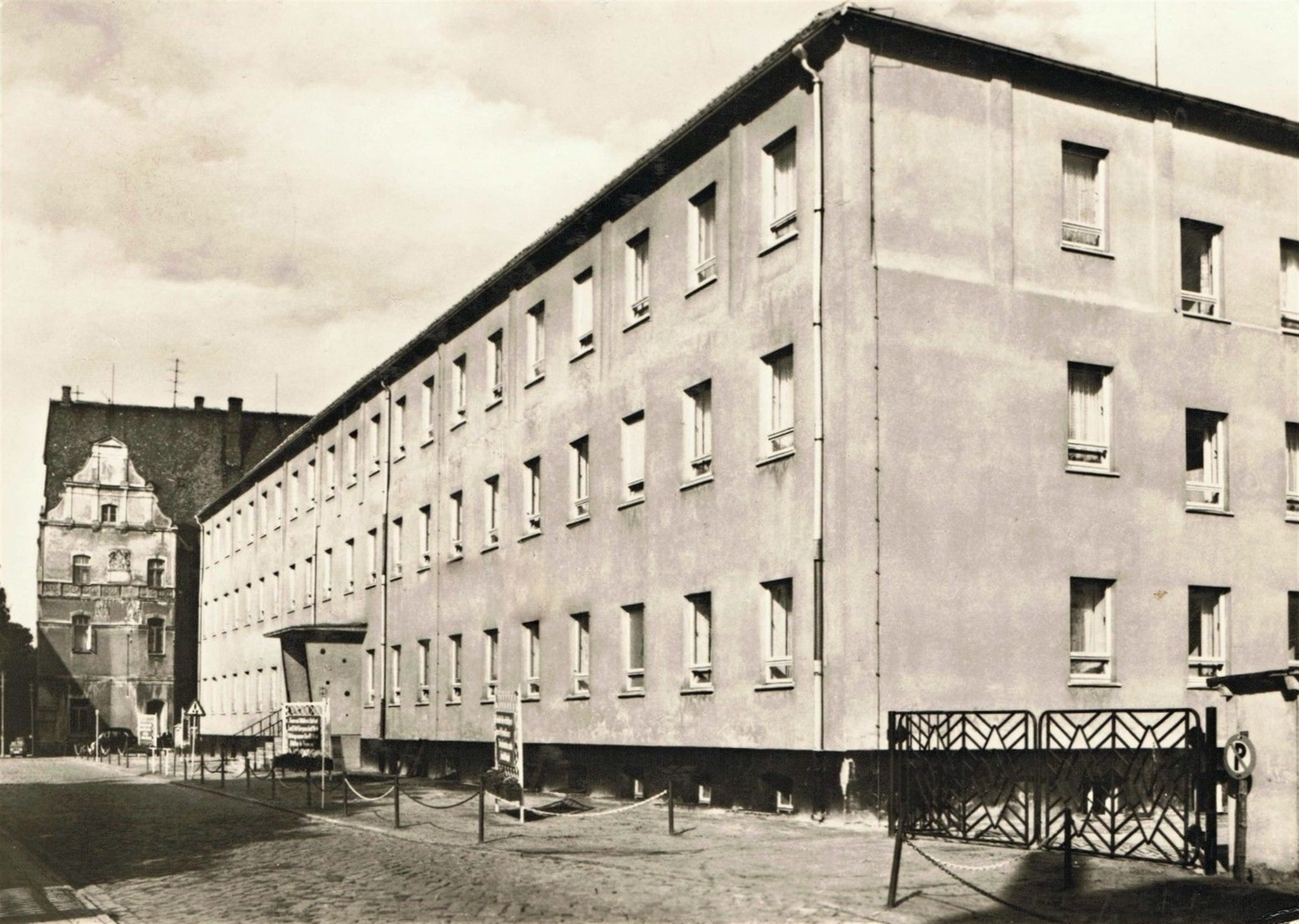
Rat des Kreises Bützow

Wie auch andere große Haftanstalten wurde das Centralgefängnis zum 1. Januar 1951 durch die Volkspolizei übernommen. Das Gefängnis blieb nach 1951 Frauengefängnis und wurde 1961 aufgelöst. Nach kurzem Leerstand wurde der Gebäudekomplex für den Rat des Kreises Bützow umfunktioniert und 1996 abgerissen.

### Nachbildung des Centralgefängnis

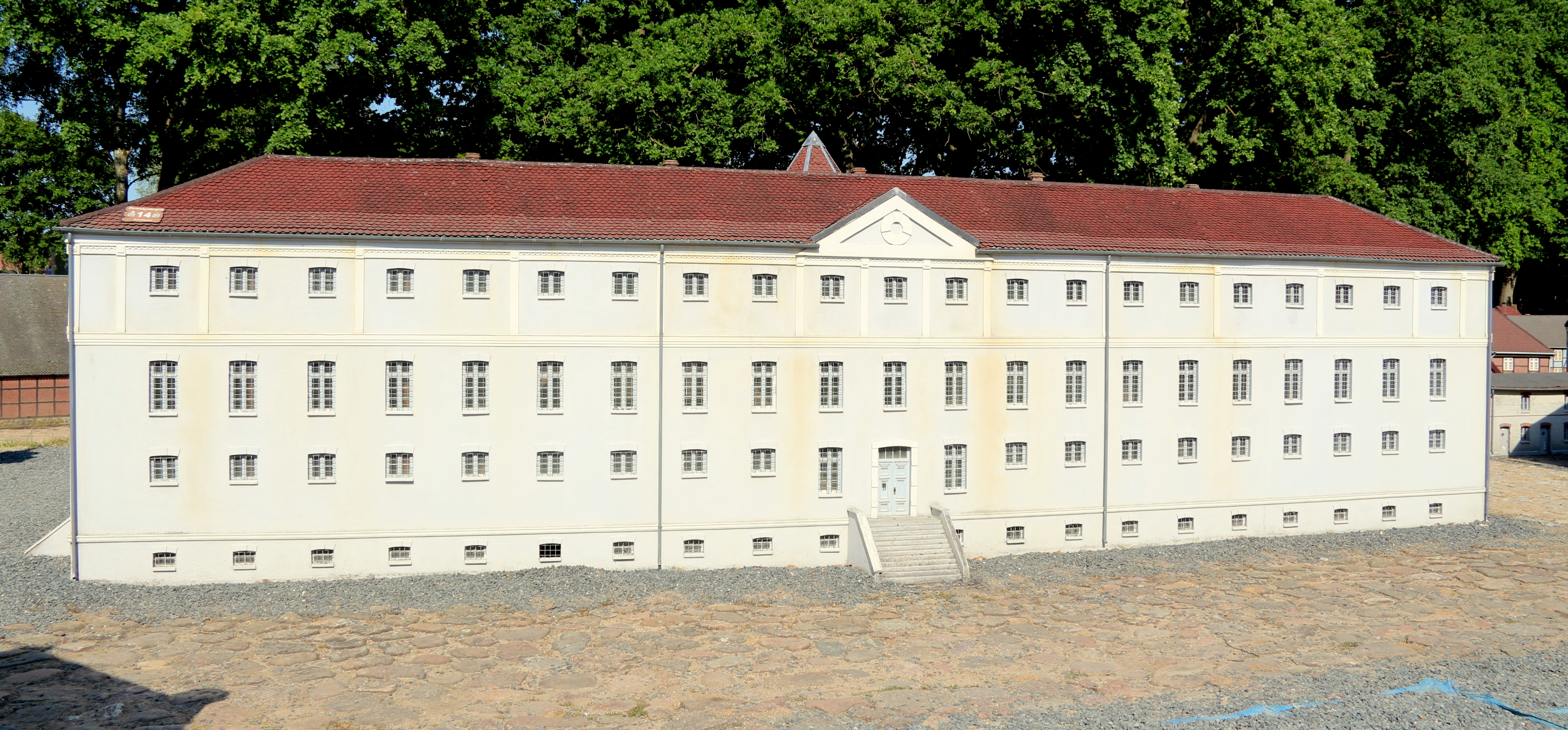
Das ehemalige Centralgefängnis als Miniatur-Nachbildung

In der Miniaturstadt Bützow im Gewerbegebiet Tarnower Chaussee-Nebelring werden im Maßstab 1:10 Häuser der Stadt Bützow aus den Jahren von 1850 bis 1900 im historischen Stil originalgetreu nachgestellt. Hier findet man den Nachbau des Centralgefängnis zu Bützow.